# Imigração brasileira nos Estados Unidos
Brasilo-estadunidenses, brasilo-norte-americanos ou simplesmente brasilo-americanos são os cidadãos dos Estados Unidos de ascendência brasileira, seja total ou parcial.
As estimativas sobre o número de brasileiros vivendo nos Estados Unidos variam significativamente, dependendo da metodologia adotada por cada instituição:
- O U.S. Census Bureau estimou em 2020 que havia mais de 524 mil indivíduos que se identificavam como brasileiros, sozinhos ou em combinação com outras origens.[3]
- O Migration Policy Institute, com base na American Community Survey, indicou a presença de 598 mil imigrantes brasileiros em 2023, incluindo naturalizados e residentes legais.[4]
- A estimativa mais abrangente é a do Ministério das Relações Exteriores do Brasil (Itamaraty), que calculou em 2023 que há cerca de 1,9 milhão de brasileiros residindo nos Estados Unidos, número que inclui tanto imigrantes documentados quanto não documentados. Desses, aproximadamente 300 mil estariam na Flórida.[5]

## História
Os primeiros registros de imigrantes brasileiros nos Estados Unidos surgiu na década de 1960. Antes disso, os brasileiros eram incluídos em um grupo formado por todos os imigrantes provenientes da América do Sul e não eram contados separadamente. Das 234.761 pessoas da América do Sul que chegaram nos Estados Unidos entre 1820 e 1960, pelo menos, alguns deles eram brasileiros. Em 1960, o relatório do Departamento do Censo dos Estados Unidos contou 27.885 norte-americanos de ascendência brasileira.
De 1960 até meados da década de 1980, entre 1.500 e 2.300 imigrantes brasileiros chegaram aos Estados Unidos anualmente. Depois que a pobreza no Brasil aumentou rapidamente em meados dos anos 1980, como resultado da hiperinflação do fim da ditadura militar, entre 1986 e 1990 de 1,4 milhão de brasileiros emigrou para os Estados Unidos, assim como para o Japão e a Europa. Assim, entre 1987 e 1991, estima-se que 20.800 brasileiros chegaram aos Estados Unidos. Um número significativo deles, 8.133 brasileiros, chegou em 1991. O censo de 1990 dos Estados Unidos registrou que havia cerca de 60 mil brasileiros vivendo nos Estados Unidos. No entanto, outras fontes indicam que existem cerca de 100 mil brasileiros que vivem apenas na região metropolitana de Nova York (incluindo o norte de Nova Jérsei), além de comunidades consideráveis de brasileiros em Atlanta, Boston, Washington D.C., Los Angeles, Miami, Houston e Phoenix.

## Demografia
Os brasileiros começaram a emigrar para os Estados Unidos em maior número na década de 1980, como resultado da piora das condições econômicas no Brasil naquela época. No entanto, muitos dos brasileiros que emigraram para os Estados Unidos, desde esta década não foram registrados. Mais mulheres emigraram do Brasil para os Estados Unidos do que os homens, conforme os Censos de 1990 e 2000 dos Estados Unidos, que mostra a existência de mais de dez por cento do mulheres a mais do que homens entre os imigrantes. As três principais áreas metropolitanas por população brasileira são Nova York (72.635), Boston (63.930) e Miami (43.930). A maioria dos brasileiros que emigraram para os Estados Unidos, pelo menos a partir do década de 1960, são do sul e centro-sul do Brasil e pertenciam às classes média e média alta. Além disso, a maioria deles são brancos. No entanto, também há brasílio-estadunidenses negros, asiáticos (principalmente de ascendência japonesa) e mestiços.

### 10 comunidades com maior número de descendentes de brasileiros
1. East Newark, Nova Jersey - 6,20%
2. North Bay Village, Flórida - 6,00%
3. Danbury, Connecticut - 4,90%
4. Harrison, Nova Jersey, e Framingham, Massachusetts - 4,80%
5. Somerville, Massachusetts - 4,50%
6. Kearny, Nova Jersey - 3,70%
7. Vineyard Haven, Massachusetts - 3,60%
8. Deerfield Beach, Flórida - 3,50%
9. Everett, Massachusetts - 3,20%
10. Marlborough, Massachusetts - 3,10%

### 10 comunidades com maior número de moradores nascidos no Brasil
1. Loch Lomond, Flórida - 15,8%
2. Bonnie Lock-Woodsetter North, Flórida - 7,2%
3. North Bay Village, Flórida - 7,1%
4. East Newark, New Jersey - 6,7%
5. Framingham, Massachusetts - 6,6%
6. Harrison, New Jersey - 5,8%
7. Danbury, Connecticut - 5,6%
8. Somerville, Massachusetts - 5,4%
9. Sunshine Ranches, Flórida - 5,1%
10. Flying Hills, Pensilvânia - 5,1%

## Socioeconomia

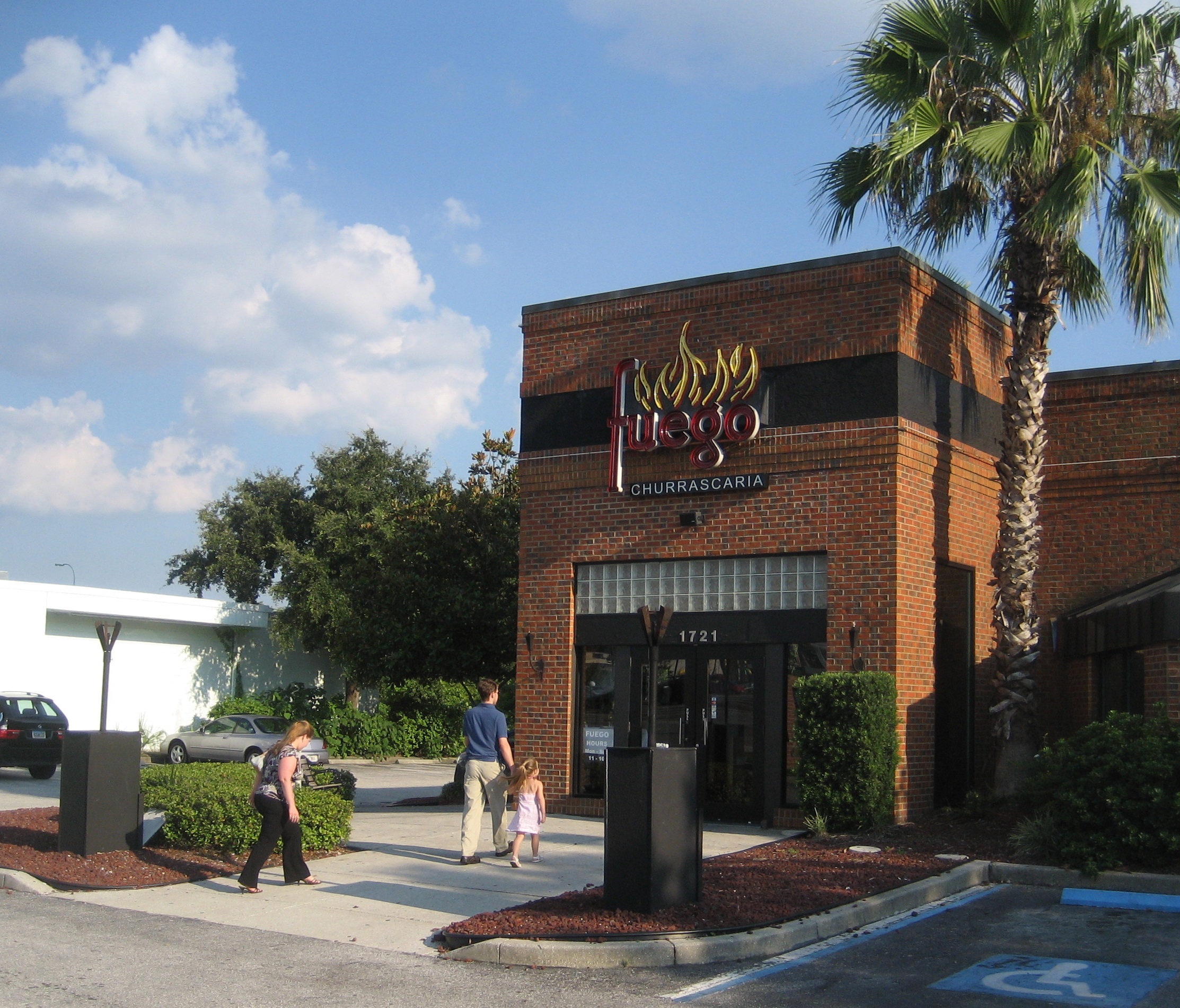
Churrascaria brasileira em Brandon, Flórida

### Educação
O Censo 2000 dos Estados Unidos mostrou que 34,5% dos residentes nascidos no Brasil tinham completado quatro ou mais anos de faculdade, enquanto o número correspondente para a população americana em geral é de apenas 24,4%. No entanto, embora efetivamente muitos imigrantes brasileiros nos Estados Unidos tenham formação universitária, a maioria desses imigrantes não consegue obter empregos bem qualificados e têm de conseguir empregos de menor status porque os Estados Unidos não reconhece as suas qualificações e também porque a maioria deles não falam inglês.
De qualquer forma, em menor medida, muitos imigrantes brasileiros nos Estados Unidos também têm empregos de colarinho branco, enquanto outros trabalham em profissões de colarinho azul tipicamente associados com imigrantes recentes. A segunda e terceira geração de brasílio-estadunidenses tendem ter melhores empregos; eles foram educados nos Estados Unidos, falam inglês e têm a cidadania.

## Cultura

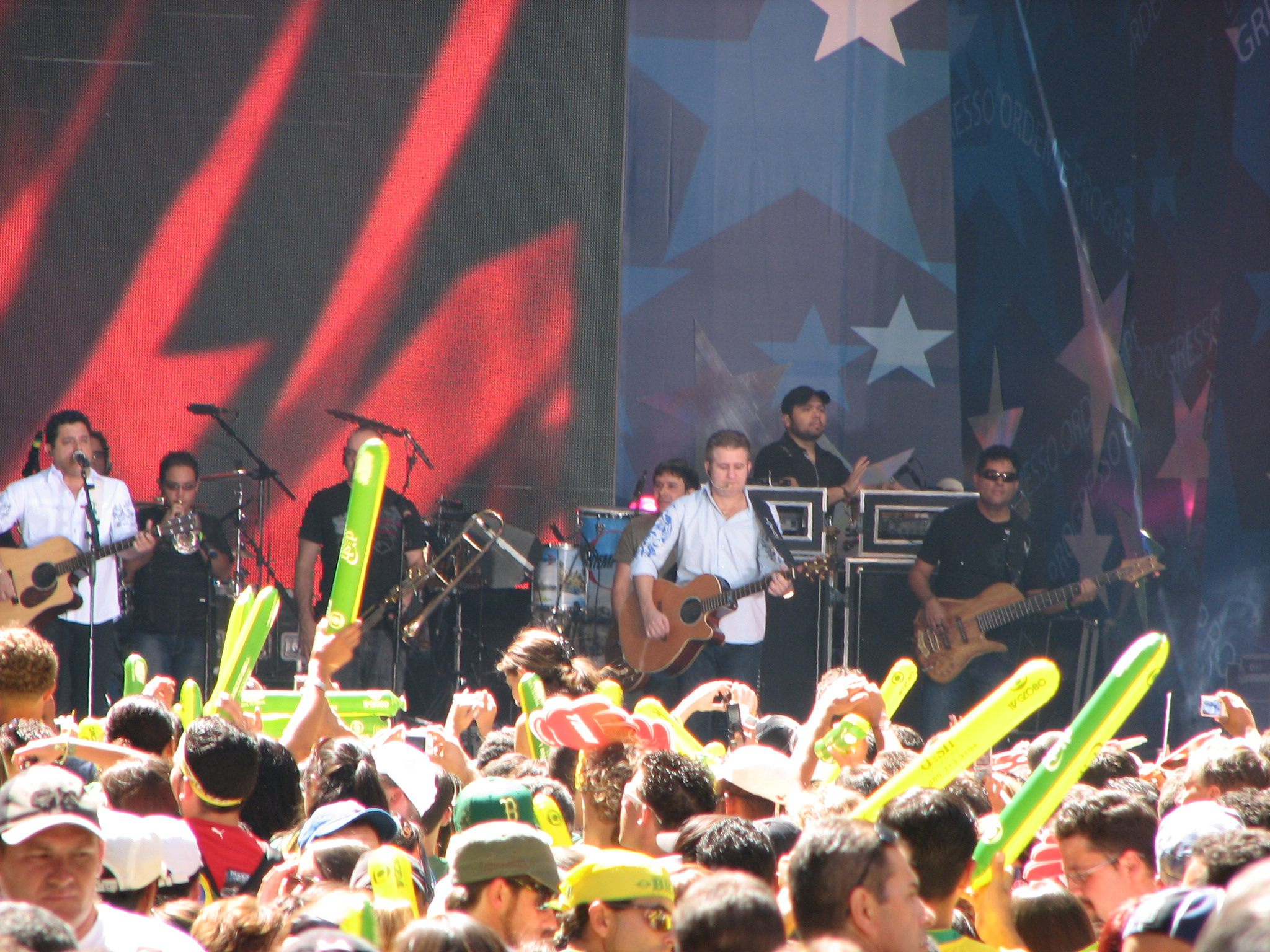
Apresentação de Bruno e Marrone no Brazilian Day em Nova York

### Religião
Embora a maioria dos brasilo-estadunidense sejam Cristãos, há também um número significativo  de espíritas e judeus. Também há uma pequena minoria de seguidores de religiões afro-brasileiras,  além de pessoas sem religião.

## Relações com o Brasil
Muitos brasílio-estadunidenses votaram nas eleições presidenciais brasileiras, em 1989, através do consulado brasileiro. Eles estão divididos entre os principais partidos políticos no Brasil. Poucos imigrantes ilegais brasileiros elegíveis votaram no consulado brasileiro, por medo de serem denunciados às autoridades de imigração dos Estados Unidos, e optaram por votar em seu próprio país.